# Oxalis intermedia
Oxalis intermedia är en harsyreväxtart som beskrevs av Achille Richard. Oxalis intermedia ingår i släktet oxalisar, och familjen harsyreväxter. Inga underarter finns listade i Catalogue of Life.